# Mekar Sari (Sekincau)
Mekar Sari is een bestuurslaag in het regentschap Lampung Barat van de provincie Lampung, Indonesië. Mekar Sari telt 2287 inwoners (volkstelling 2010).